# Katrina Begin
Pour les articles homonymes, voir Begin.
Katrina Begin, née le 10 août 1982 à Minneapolis dans le Minnesota, est une actrice américaine.

## Filmographie

### Cinéma
- 2008 : Hummingbird : Stella
- 2011 : Zookeeper : la secrétaire chez TGIF
- 2021 : La Méthode Williams (King Richard) de Reinaldo Marcus Green : Anne Worcester

### Télévision

#### Séries télévisées
- 2004 : Parents à tout prix (saison 4, épisode 26) : Nikki
- 2005 : DOS : Division des opérations spéciales (saison 1, épisode 5) : Lila Sutter
- 2007 : Urgences (saison 13, épisode 18) : Ginger
- 2009 : Gossip Girl (saison 3, épisode 3) : Aubrey
- 2010 : The Agency (saison 1, épisodes 1 à 5) : Jenny
- 2010-2011 : Super Hero Family (saison 1, épisodes 4, 11, 13 & 14) : Bailey Browning
- 2011 : The Protector (saison 1, épisode 13) : Meadow Bolton
- 2011 : After Lately (saison 2, épisode 3) : Ashley
- 2014 : The Haunted (pilote) : Annie
- 2015 : Whiplash (saison 1, épisodes 1 & 2) : Darla
- 2016 : Devious Maids (saison 4, épisode 5) : Kiersten
- 2016 : Boomtown (7 épisodes, rôles différents) : Jada / Gourky / DeeDee / Denise Austin
- 2017 : Rebel (saison 1, épisode 9) : Hannah Bryant
- 2017 : Good Behavior (saison 2, épisode 6) : Savannah
- 2019 : Single Parents (saison 2, épisode 6) : Janice

#### Téléfilms
- 2007 : The Beautiful Ordinary : Sylvia
- 2007 : Walk the Talk : Leslie
- 2008 : Petites Diablesses (Legacy) : Rachel
- 2011 : Cross : Zip
- 2017 : Second coup de foudre à Noël (Love Strikes Twice) de Danny Buday : Caroline
- 2018 : Je promets de te retrouver ma fille (A Mother's Greatest Fear) de Jared Cohn : Alice
- 2019 : Un Noël rock'n'roll (Christmas Break-In) de Michael Kampa : Barbi
- 2019 : La sœur disparue (The Missing Sister) de Craig Goldstein : Sharon
- 2020 : Le secret de mes 16 ans (The Party Planner) de Jake Helgren : Lindy Shores